# Liste des compagnies aériennes du Ghana
 (mai 2021).
Si vous disposez d'ouvrages ou d'articles de référence ou si vous connaissez des sites web de qualité traitant du thème abordé ici, merci de compléter l'article en donnant les références utiles à sa vérifiabilité et en les liant à la section « Notes et références ».
 (novembre 2022).

Cet article fait la liste des compagnies aériennes ghanéennes en service.
| Compagnie aérienne    | IATA | OACI    | Indicatif d'appel | Image | Depuis | Remarques                                                                |
| --------------------- | ---- | ------- | ----------------- | ----- | ------ | ------------------------------------------------------------------------ |
| Africa World Airlines | AW   | AFW     | BLACKSTAR         |       | 2012   |                                                                          |
| Air Ghana             |      | GHN     | AIR GHANA         |       | 2014   | Cargo; avec la livrée DHL                                                |
| Gianair               |      | GIN     | GIANAIR           |       | 2009   |                                                                          |
| Passion Air           | OP   | CREUSER | Passion           |       | 2018   |                                                                          |
| Royal Fly-GH          | 5G   | FOX     | SWIFT TANGO       |       | 2011   | Initialement Fly540 Ghana , reprendra ses opérations sous un nouveau nom |

## Voir également
- Liste des compagnies aériennes